# Hermann Darsen
Hermann Darsen, bis 1930 Derzewski (* 14. Januar 1892 in Charlottenburg; † 31. Juli 1941 in Sigmaringen) war preußischer Regierungspräsident der Hohenzollernschen Lande in Sigmaringen (1940–1941).
Sein Vater war der Konteradmiral der deutschen Kaiserlichen Marine Carl Derzewski (1855–1914). Darsen war ein Alter Kämpfer aus Danzig, trat zum 1. Februar 1931 der NSDAP bei (Mitgliedsnummer 465.744) und hatte bis 1935 bei der Regierung in Koblenz gearbeitet. Darsen gehörte auch der SS an, in der er im November 1940 zum SS-Oberführer (SS-Nummer 99.934) befördert wurde.